# Olga Levenkova
Olga Levenkova (Kemerovo, 11 januari 1984) is een Russisch zevenkampster. In 2006 werd ze Russisch kampioene op de vijfkamp.

## Persoonlijke records
| Onderdeel    | Prestatie   | Datum           | Plaats      |
| ------------ | ----------- | --------------- | ----------- |
| 200 m        | 23,59       | 20 juni 2001    | Tsjeboksary |
| 800 m        | 2.11,79     | 27 mei 2007     | Götzis      |
| 100 m horden | 13,65       | 7 augustus 2006 | Göteborg    |
| Hoogspringen | 1,79 m      | 27 mei 2006     | Götzis      |
| Verspringen  | 6,35 m      | 15 juni 2005    | Toela       |
| Kogelstoten  | 14,10 m     | 27 mei 2006     | Götzis      |
| Speerwerpen  | 43,90 m     | 27 mei 2007     | Götzis      |
| Zevenkamp    | 6231 punten | 28 mei 2006     | Götzis      |

## Prestaties
| Jaar | Wedstrijd                             | Plaats     | Resultaat | Onderdeel | Prestatie |
| ---- | ------------------------------------- | ---------- | --------- | --------- | --------- |
| 2002 | Wereldkampioenschap atletiek junioren | Kingston   | 3e        | Zevenkamp | 5712 p    |
| 2003 | Europees kampioenschap junioren       | Tampere    | 1e        | Zevenkamp | 5748 p    |
| 2003 | Universiade                           | Daegu      | 9e        | Zevenkamp | 5672 p    |
| 2005 | Universiade                           | İzmir      | 8e        | Zevenkamp | 5620 p    |
| 2006 | Wereldkampioenschap indooratletiek    | Moskou     | 3e        | Vijfkamp  | 4579 p    |
| 2007 | EK indoor                             | Birmingham | 12e       | Vijfkamp  | 4317 p    |